# Apamea alberta
Apamea alberta är en fjärilsart som beskrevs av Smith 1903. Apamea alberta ingår i släktet Apamea och familjen nattflyn. Inga underarter finns listade i Catalogue of Life.